# Чинджа де' Боти
Чѝнджа де' Бо̀ти (на италиански: Cingia de' Botti, на местен диалект: Singia, Синджа) е село и община в Северна Италия, провинция Кремона, регион Ломбардия. Разположено е на 31 m надморска височина. Населението на общината е 1247 души (към 2016 г.).